# Konrad Hungerbühler
Konrad Hungerbühler (* 11. Oktober 1952 in Zürich) ist ein Schweizer Chemiker.
Er war von 1994 bis 2018 ordentlicher Professor für Sicherheits- und Umweltschutztechnologie in der Chemie am Institut für Chemie- und Bio-Ingenieurwissenschaften der ETH Zürich.
Hungerbühler studierte Chemieingenieurwesen an der ETH Zürich. Seine Dissertation zum Thema Kinetik und Massstabsvergrösserung bei der kontinuierlichen Massenkristallisation von Kaliumalaun fertigte er bis 1978 an, sein Mentor war John Russell Bourne. Zwischen 1979 und 1994 arbeitete er in der Chemie-Ingenieurtechnik bei Ciba in Basel, wo er Leiter einer Forschungsabteilung in der Textildivision war.
An der ETH befasste sich Hungerbühler im Bereich der integrierten Entwicklung mit der Ökoeffizienz und der Sicherheit von chemischen Produkten und Prozessen. 2017 wurde ihm der Wöhler-Preis für Nachhaltige Chemie der Gesellschaft Deutscher Chemiker zugesprochen.
Per Ende Januar 2018 wurde Hungerbühler emeritiert.

## Publikationen
- Konrad Hungerbühler, Johannes Ranke, Thomas Mettier: Chemische Produkte und Prozesse: Grundkonzepte zum umweltorientierten Design. Springer, 1998, ISBN 978-3-540-64854-3.
- Konrad Hungerbühler: Kinetik und Massstabsvergrösserung bei der kontinuierlichen Massenkristallisation von Kaliumalaun. 1978, doi:10.3929/ethz-a-000161233 (Dissertation, ETH Zürich).
- Konrad Hungerbühler, Justin M. Boucher, Cecilia Pereira, Thomas Roiss, Martin Scheringer: Chemical Products and Processes: Foundations of Environmentally Oriented Design. Springer, 2021, ISBN 978-3-03062421-7, doi:10.1007/978-3-030-62422-4.